# Bundia
Bundia es una ciudad censal situada en el distrito de Jharsuguda en el estado de Odisha (India). Su población es de 4304 habitantes (2011). Se encuentra a orillas del río Ib, a 292 km de Bhubaneswar.

## Demografía
Según el censo de 2011 la población de Bundia era de 4304 habitantes, de los cuales 2269 eran hombres y 2035 eran mujeres. Bundia tiene una tasa media de alfabetización del 83,71%, superior a la media estatal del 72,87: la alfabetización masculina es del 90,27%, y la alfabetización femenina del 76,44%. 